# Opposizione (astronomia)

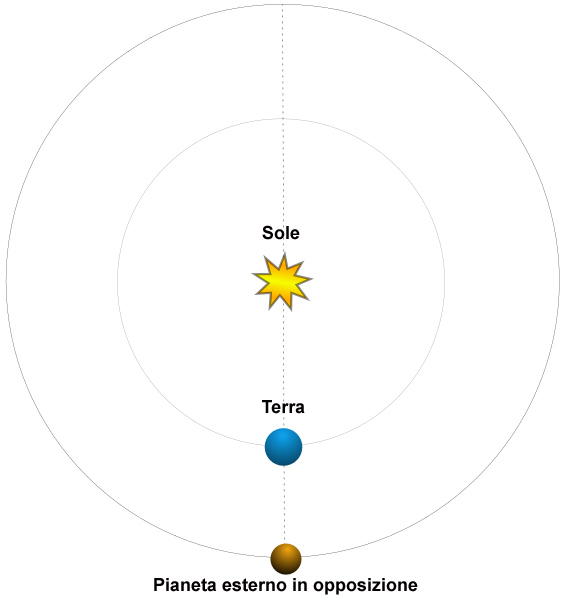
L'opposizione di un pianeta esterno rispetto al Sole

Diagramma di diversi termini nell'astronomia posizionale

In astronomia, si ha l'opposizione di un corpo celeste rispetto ad un altro, quando il primo corpo si trova nella direzione opposta (ovvero a 180°) dal secondo, rispetto all'osservatore. Ad esempio, diciamo che per un osservatore terrestre Marte è in opposizione rispetto al Sole quando il pianeta si trova sulla sfera celeste a 12h in ascensione retta dal Sole.

## Caratteristiche
Una caratteristica particolare dei pianeti in opposizione è data dalla loro visibilità per l'intera notte. Viceversa quando il periodo di opposizione termina e il pianeta torna prospetticamente ad avvicinarsi al Sole, esso risulterà visibile per un tempo sempre inferiore, sino a raggiungere il periodo di congiunzione quando sarà visibile solo di giorno.
Esistono però diverse opposizioni planetarie, quelle piccole e le grandi opposizioni. La differenza dipende dalla vicinanza relativa del pianeta alla Terra.

## Grande opposizione
Si indica grande o perielica, l'opposizione di un corpo celeste rispetto alla Terra che si verifica quando il primo si trova al perielio. Poiché anche la distanza della Terra dal Sole varia rispetto al suo valor medio, possono verificarsi grandi opposizioni particolarmente ravvicinate, quando la Terra si trova all'afelio della sua orbita.
Il computo delle grandi opposizioni è particolarmente rilevante per l'osservazione di Marte. Date le caratteristiche dell'orbita marziana, ricorre una grande opposizione ogni circa 15-17 anni. In questa circostanza il disco del pianeta può raggiungere una dimensione angolare di 25,10". La più ravvicinata dal 1956 ha avuto luogo il 27 agosto 2003 e bisognerà attendere fino al 2050 per un'altra così favorevole.

## Intervallo medio tra opposizioni
La tabella seguente fornisce gli intervalli medi in anni giuliani (365,25 giorni) per combinazioni degli otto pianeti più il pianeta nano Plutone. Poiché Plutone è in risonanza con Nettuno, il periodo utilizzato è 1,5 volte quello di Nettuno, leggermente diverso dal valore attuale. L'intervallo è quindi esattamente tre volte il periodo di Nettuno.
| Pianeta  |         | Mercurio | Venere | Terra | Marte | Giove  | Saturno | Urano   | Nettuno | Plutone |
| -------- | ------- | -------- | ------ | ----- | ----- | ------ | ------- | ------- | ------- | ------- |
|          | Periodo | 0,241    | 0,615  | 1,000 | 1,881 | 11,863 | 29,447  | 84,017  | 164,791 | 247,187 |
| Mercurio | 0,241   |          | 0,396  | 0,317 | 0,276 | 0,246  | 0,243   | 0,242   | 0,241   | 0,241   |
| Venere   | 0,615   | 0,396    |        | 1,599 | 0,914 | 0,649  | 0,628   | 0,620   | 0,618   | 0,617   |
| Terra    | 1,000   | 0,317    | 1,599  |       | 2,135 | 1,092  | 1,035   | 1,012   | 1,006   | 1,004   |
| Marte    | 1,881   | 0,276    | 0,914  | 2,135 |       | 2,235  | 2,009   | 1,924   | 1,903   | 1,895   |
| Giove    | 11,863  | 0,246    | 0,649  | 1,092 | 2,235 |        | 19,865  | 13,813  | 12,783  | 12,461  |
| Saturno  | 29,447  | 0,243    | 0,628  | 1,035 | 2,009 | 19,865 |         | 45,338  | 35,855  | 33,430  |
| Urano    | 84,017  | 0,242    | 0,620  | 1,012 | 1,924 | 13,813 | 45,338  |         | 171,406 | 127,277 |
| Nettuno  | 164,791 | 0,241    | 0,618  | 1,006 | 1,903 | 12,763 | 35,855  | 171,406 |         | 494,374 |
| Plutone  | 247,187 | 0,241    | 0,617  | 1,004 | 1,895 | 12,461 | 33,420  | 127,277 | 494,374 |         |